# BlackRock Greater Europe Investment Trust
BlackRock Greater Europe Investment Trust plc ist eine britische Investmentgesellschaft mit Sitz in London. Im Juni 2004 als Merrill Lynch Greater Europe Investment Trust gegründet, änderte das Unternehmen 2008 den Namen.
Das Ziel des Unternehmens ist die Erzielung von Kapitalwachstum zu generieren durch Investitionen in Wertpapiere von europäischen Unternehmen mit großer, mittlerer und kleiner Kapitalisierung, zusammen mit Investitionen in den sich entwickelnden Märkten Europas. Die Gesellschaft investiert etwa 25 % ihres Portfolios in Unternehmen in europäischen Schwellenländern, außerdem etwa 5 % ihres Portfolios in nicht börsennotierte Anlagen. Ca. 50 % der Aktien sind in den Sektoren Technologie und Industrie angelegt.
Im Dezember 2023 beliefen sich die verwalteten Mittel auf insgesamt 602,1 Mio. Pfund.
Die Fondsmanager des Trusts sind Stefan Gries und Sam Vecht von BlackRock Investment Management (UK).
Das Unternehmen ist an der Londoner Börse gelistet und Teil des FTSE 250 Index.